# Heptacen
Heptacen ist eine chemische organische Verbindung mit der Summenformel C30H18. Der sehr reaktive Stoff gehört zu den Acenen innerhalb der Gruppe der polycyclischen aromatischen Kohlenwasserstoffe und ist aufgebaut aus sieben kondensierten Benzolringen. Beschrieben wurde es erstmals von Erich Clar. Zuerst dargestellt (allerdings nicht isoliert) wurde es 2006. Sein Dikation kann aus  Heptacendimeren in konzentrierter Schwefelsäure bei Raumtemperatur erhalten und aufbewahrt werden. Heptacen bildet schwarz-grüne Kristalle. Weitere Forschungen, die u. a. für die Organische Elektronik interessant sein könnten, dauern an.